# Carl Jessen

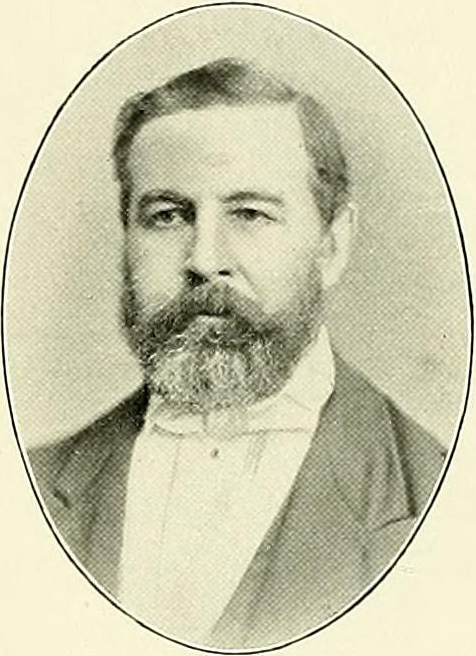
Porträt von Carl Jessen

Carl Friedrich Wilhelm Jessen, auch Karl Friedrich Wilhelm Jessen (* 15. September 1821 in Schleswig; † 27. Mai 1889 in Berlin) war ein preußischer, deutscher Botaniker und Hochschullehrer in Greifswald. Sein botanisches Autorenkürzel lautet „Jess.“

## Leben
Carl Jessen studierte an der Christian-Albrechts-Universität und war seit 1843 Mitglied des Corps Saxonia Kiel. In Kiel wurde er 1848 zum Dr. phil. promoviert. Wenig später wurde er als Dozent der Botanik an der 1835 gegründeten Königlichen Staats- und landwirtschaftlichen Akademie Eldena angestellt. Zugleich habilitierte er sich an der Königlichen Universität zu Greifswald für Botanik. Zum Professor ernannt, wurde er 1854 in die Kaiserlich Leopoldinisch-Carolinische Akademie aufgenommen. 1871 nahm er an einer vom preußischen Ministerium für Landwirtschaft ausgerüsteten Ostseeexpedition teil. Als die Akademie in Eldena (Greifswald) 1877 aufgehoben wurde, zog Jessen nach Berlin. Er arbeitete dort als Schriftsteller und hielt Vorlesungen an der Friedrich-Wilhelms-Universität. Nach kurzer Krankheit starb er mit 68 Jahren.
Carl Jessen heiratete Mathilde Henriette Strumper (1820–1886). Das Paar hatte sechs Kinder, von denen drei bereits früh verstarben. Der Sohn Carl (1857–1939) wurde Geheimer Regierungsrat und Baurat in Bielefeld. Von den Töchtern heiratete Amalie (1855–1943) den Juristen Heinrich Otto Lehmann und Mathilde den Architekten Carl Bauer.

## Ehrungen
Nach Jessen benannt ist die Pflanzengattung Jessenia F.Muell. ex  Sond. aus der Familie der Korbblütler (Asteraceae).

## Schriften (Auswahl)
- Ueber die Lebensdauer der Gewächse und die Ursache verheerender Pflanzenkrankheiten (von der Leopoldina preisgekrönt).
- Deutschlands Gräser und Getreidearten. 1863, doi:10.5962/bhl.title.15659.
- als Hrsg. mit Ernst Meyer: Alberti Magni ‚De vegetabilibus libri VII‘. Berlin 1867.
- Deutsche Excursionsflora. 1879.
- Pflanzenwerke des Aristoteles. Greifswald 1858.
- Botanik der Gegenwart und Vorzeit in culturhistorischer Entwicklung. Ein Beitrag zur Geschichte der abendländischen Völker. 1864.
- mit E. Meyer: Albertus Magnus: De vegetabilibus libri VII. 1867.
- Die deutschen Volksnamen der Pflanzen. Neuer Beitrag zum deutschen Sprachschatze. Aus allen Mundarten und Zeiten zusammengestellt von Dr. G. Pritzel und Dr. C. F. W. Jessen. Philipp Cohen, Hannover 1882; Neudruck in 2 Bänden Amsterdam 1967.
- Der lebenden Wesen Ursprung und Fortdauer nach Glauben und Wissen aller Zeiten. 1885 (gegen Darwin).

In Vorträgen sprach er unter anderem über Natürliche Grundgesetze der bildenden Kunst, Aesthetik als Naturwissenschaft und Physiologie der Seele. In einer Vorlesung über Ursprung und Fortdauer der lebenden Wesen sowie in seinem 1885 erschienenen Buch wandte er sich gegen Darwins Lehre.